# Patrice Trovoada
Patrice Emery Trovoada (nascut el 18 de març de 1962) és un polític de São Tomé i Príncipe que exerceix com a primer ministre de São Tomé i Príncipe des de novembre de 2014. Ja havia servit anteriorment com a primer ministre des de febrer de 2008 a juny de 2008 i novament d'agost de 2010 a desembre de 2012.

## Biografia
Trovoada va néixer a Libreville (Gabon). És fill de Miguel Trovoada, qui va estar President de São Tomé i Príncipe de 1991 a 2001, i fou nomenat després de Patrice Lumumba, primer ministre del Congo (Léopoldville).
Va servir com a Ministre d'Afers Exteriors de setembre de 2001 al 4 de febrer de 2002. També fou assessor petrolier del president Fradique de Menezes fins que aquest el va destituir el maig de 2005 sota l'acusació d'haver usat del seu càrrec per beneficiar els seus interessos empresarials.
Trovoada és secretari general del partit Acció Democràtica Independent. Es presentà com a candidat a les eleccions presidencials de São Tomé i Príncipe de 2006, però fou derrotat per Menezes, l'aleshores president. Trovoada fou el principal candidat de l'oposició i va obtenir el 38,82% dels vots.
En 14 de febrer de 2008 fou nomenat primer ministre pel president Menezes després de la renúncia de Tomé Vera Cruz. El 4 de març de 2008 va fer una breu visita oficial a Gabon. El 20 de maig de 2008 el seu govern va perdre una moció de censura a l'Assemblea Nacional, al poc més de tres mesos d'ocupar el càrrec. La moció, presentada pel Moviment per l'Alliberament de São Tomé i Príncipe/Partit Socialdemòcrata (MLSTP/PSD), va rebre 30 vots a favor, 23 en contra, i dues abstencions. En juny, Menezes encarregà al MLSTP/PSD formar govern i el seu líder Joaquim Rafael Branco fou nomenat primer ministre.
Després de les eleccions legislatives de São Tomé i Príncipe de 2010, Trovoada tornà a ser nomenat primer ministre el 14 d'agost de 2010. Deixà el càrrec el 13 de desembre de 2012 després que el seu govern perdés la seva majoria parlamentària. Nogensmenys, el seu partit va guanyar per majoria absoluta les Eleccions legislatives de São Tomé i Príncipe de 2014 i tornà al càrrec de primer ministre.